# Frederico do Luxemburgo
Frederico do Luxemburgo  (965 – 6 de outubro de 1019) foi um nobre francês com origem na Dinastia de Ardenas-Verdun, conde de Mosela, de Salm e Luxemburgo.

## Relações familiares
Foi  filho do conde Sigifredo do Luxemburgo  (c. 922 – 28 de Outubro de 998) e de Edviges de Nordegóvia (937 - 992), filha de Eberardo IV de Nordegóvia (? - 972) e de Luitgarda da Lotaríngia. Casou com a condessa Irmentruda de Gleiberga, filha de Herberto de Wetterau (c. 930 - 992) e de Irmentruda de Maingóvia, de quem teve:
1. Henrique II da Baviera (? - 16 de outubro de 1047, foi Conde de Luxemburgo (como Henrique II) de 1026 a 1047 e Duque da Baviera (como Henrique VII) de 1042 a 1047,
2. Frederico da Baixa Lorena (1003 - 18 de maio de 1065), duque da Baixa Lorena, casado por duas vezes, uma com Ida do Saxe (1035 - 1102), filha de Bernardo II da Saxónia (995 - 29 de junho de 1059) e de Eilica de Schweinfurt. O segundo casamento foi com Gerberga de Bolonha, filha de Eustácio I de Bolonha,
3. Giselberto do Luxemburgo (1007 - 14 de agosto de 1059), conde de Longwy, de Salm e do Luxemburgo,
4. Adalberão III de Métis[4] (? - 1072), bispo de Métis,
5. Teodorico do Luxemburgo,
6. Ogiva do Luxemburgo (c. 990 - 1036), casou-se em 1012 com Balduíno IV da Flandres "o Barbudo"[5] (980 - 30 de maio de 1035)[6][7] (980 - 30 de maio de 1035), conde de Flandres,
7. Ermengarda do Luxemburgo (1000 † 1057), casada Guelfo II de Altdorf (? - 1030), conde de Lechrain,
8. Oda do Luxemburgo, Cónega em Remiremont, e depois abadessa de Saint-Rémy em Lunéville,
9. Gisele do Luxemburgo (1019 † depois de 1058), casada com Radulfo de Aalst, senhor de Aalst (? - depois de 1038).